# Madou King Granzort
Madou King Granzort (яп. 魔動王グランゾート Мадо:-кингу Гурандзо:то, «Король-волшебник Гранзорт») — японский аниме-сериал, выпущенный студиями Sunrise и Studio Live. Транслировался по телеканалу Nippon Television с 7 апреля 1989 года по 2 марта 1990 года. Всего выпущена 41 серия аниме. Сериал также транслировался на территории Португалии и Тайваня. В 1990 и 1992-х годах были выпущены 2 коротких OVA-сериала по несколько серий.

## Сюжет
В 2050 году Луна загадочным образом терраформируется: вследствие глобального лунотрясения, на ней образуется атмосфера и она становится пригодной для жизни. За следующие полвека Луна заселяется людьми и становится крупным туристическим центром. Туда прилетает на летние каникулы пятиклассник Дайти Харука. В пути его привлекли слухи о появлении на Луне людей с заячьими ушами. Вскоре он встречает таинственную колдунью Ви-Мэй и её внучку Гри-Гри. Они принадлежат к племени коренных лунян — длинноухих (耳長族 миминага-дзоку), — и тайно борются со злым племенем Дзядо, намеревающимся завоевать систему Земля — Луна. Ви-Мэй даёт Дайти оружие Мадо (魔動器 мадо:ки), так как тот оказывается мессией, на которого возложена надежда на спасение Земли, длинноухих и их родного мира — Луны. С помощью оружия Дайти может призывать гигантского меха-робота Гранзорта чтобы сражаться против роботов, подосланных племенем Дзядо. Вскоре к Дайти со товарищи присоединяются ещё двое мальчиков — лунянин во втором поколении Гас Ямамото и длинноухий Рэбби, которые также получают оружие Мадо, с помощью которого они способны призывать своих роботов.

## Персонажи
- Дайти Харука (遥 大地 Харука Дайти) — главный герой сериала. Резвый пятиклассник. Родился 5 мая 2089 года. Возраст 11 лет. Живёт с отцом Дайки, матерью Миэ, младшим братом Дайку и дедом Тайга. Хотя он и не хорош в учёбе, руки у него золотые: управляет механизмами, собирает их, чинит, даже смастерил джетборд с миниатюрным плазменным моторчиком. Любимое кушанье — мамины профитроли[2], а вот от моркови он шарахается как чёрт от ладана. Важную роль в сюжете имеет его музыкальная шкатулка. Его сила Мадо — пищаль Гранзорта.

Сэйю — Ёко Мацуока.
- Гас Ямамото (山本 ガス Ямамото Гасу) — лунянин во втором поколении. Прожорливый силач. Дружелюбен и вежлив, обычно спокоен, но зла не прощает. Стал другом Дайти после того, как во время своих странствий для усовершенствования своего мастерства вытащил его из-под завалившейся праздничной повозки на ярмарке. Родился 10 октября 2089 года. Любимое кушанье — онигири. Его родители содержат на Земле молочные фермы. Его сила Мадо — лук Вайнзорта.

Сэйю — Тацуя Мацуда.